# Kanton Troyes-5
Troyes-5 is een kanton van het Franse departement Aube. Het kanton maakt deel uit van het arrondissement Troyes. Het telt 18.634 inwoners in 2018.
Het kanton omvat uitsluitend een deel van de gemeente Troyes.
Bij de herindeling van de kantons door het decreet van 21 februari 2014, met uitwerking op 22 maart 2015, werden de grenzen van het kanton binnen de gemeente aangepast